# Never Can Say Goodbye (album)
Never Can Say Goodbye è il primo album in studio di Gloria Gaynor, pubblicato dalla MGM Records nel 1975.
Il disco vanta tra i suoi arrangiatori Domenico Monardo, in arte Meco, oltre a Jay Ellis e Tony Bongiovi.
L'album, messo in commercio nel formato in vinile, è stato pubblicato su CD nel 2010 dalla etichetta BIG BREAK RECORDS (abbreviato BBR) con l'aggiunta di ben sette bonus tracks tra versioni "single edit" e B sides.

## Tracce

### Lato A
1. Honey Bee
2. Never Can Say Goodbye
3. Reach Out I'll Be There

### Lato B
1. All I Need Is Your Good Lovin
2. Searchin'
3. We Belong Together
4. False Alarm
5. Real Good People